# Club Patí Tordera
Maillots
Dernière mise à jour : 2 avril 2019.
Le Club Patí Tordera est un club de rink hockey fondé en 1946 et situé à Tordera dans le Maresme en Catalogne. Il évolue actuellement en OK Liga Plata, la deuxième division du championnat d'Espagne de rink hockey.